# Kapellenkirche (Brüssel)

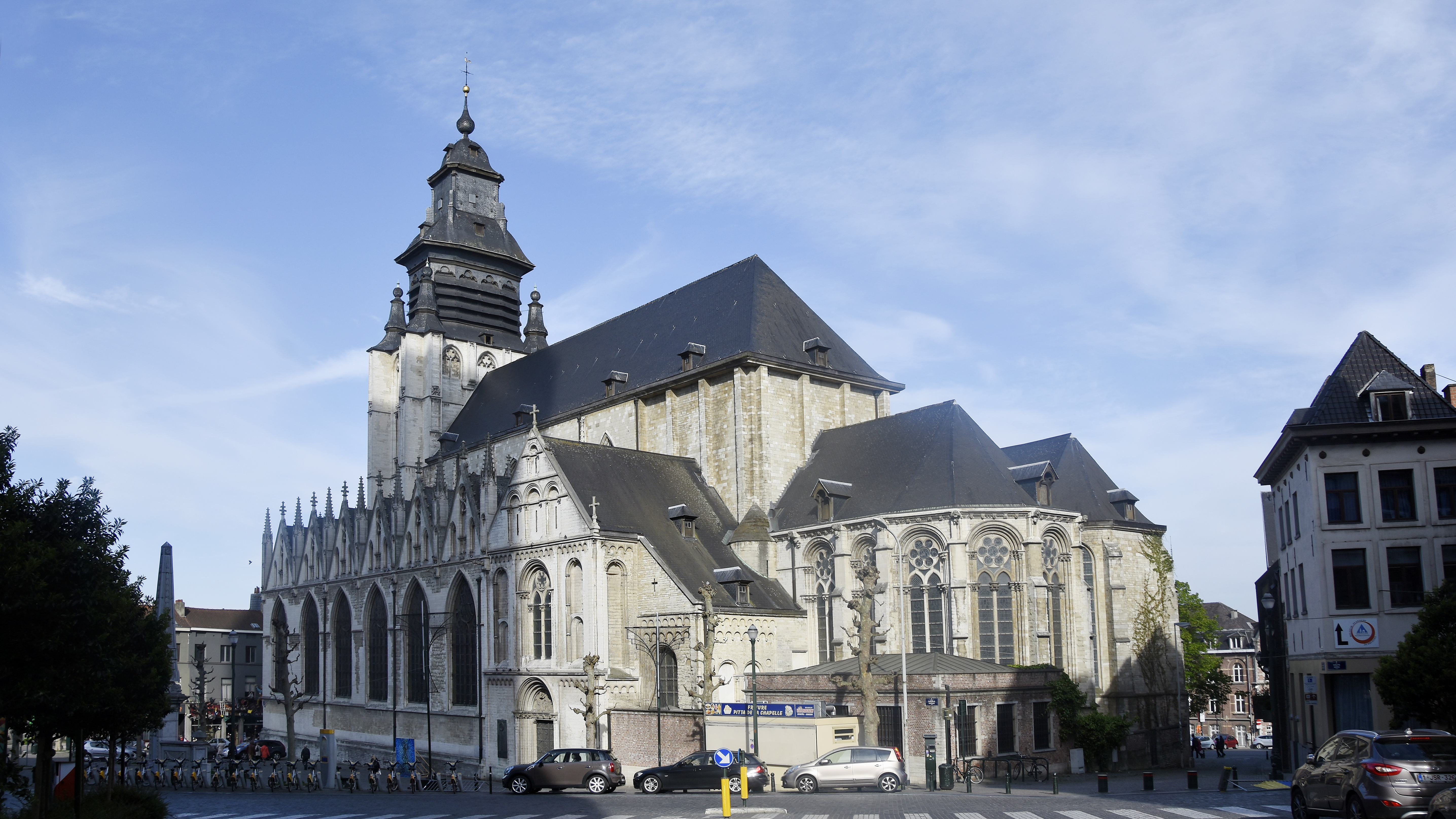
Die Kapellenkirche in Brüssel

Die Kapellenkirche (niederländisch Onze-Lieve-Vrouw-ter-Kapellekerk, französisch Église Notre-Dame de la Chapelle) in Brüssel ist eines der ältesten Monumente in der belgischen Hauptstadt. Der niederländische Name wird umgangssprachlich meist zu Kapellekerk verkürzt, wovon sich dann auch die gebräuchliche deutsche Bezeichnung herleitet. Gelegentlich findet sich auch die Bezeichnung Unsere Liebe Frau zur Kapelle.

## Geschichte
Bereits ein Dokument aus dem Jahr 1134 erwähnt eine Kapelle an diesem Ort. Herzog Gottfried der Bärtige (1095–1139) ließ danach zwischen dem ersten und zweiten Stadtmauerring vor dem Stenen Toren im damaligen Weberviertel eine Kapelle errichten, die er anschließend der Benediktinerabtei vom Heiligen Grab in Cambrai unter dem damaligen Abt Parvinus übertrug, welcher in der Kapelle eine Priorei einrichteten ließ.
Die Privilegien der Gemeinschaft wurden 1195 von Herzog Heinrich I. von Brabant ausgeweitet, wobei die Kapelle als „Capella Beatae Mariae extra muros oppidi Bruxellensis sita“ bezeichnet wird.
Die Kapellenkirche hat eine bewegte Geschichte von aufeinanderfolgenden Stadien der teilweisen Zerstörung, Feuer, Plünderungen, Beschießung und Wiederaufbau, Änderungen und Restaurierungen, die sie zu einem Meilenstein beim Übergang von der Romanik zur Gotik macht.
Die Umwandlung der Kapelle zu einer Kirche begann im Jahr 1210. Eine Siedlung entwickelte sich außerhalb der Brüsseler Stadtmauern, und die vergrößerte Kapelle wurde ihre Kirche der zweiten Pfarre Brüssels überhaupt. Die Arbeiten wurden im Lauf des 13. Jahrhunderts abgeschlossen. Chor und Querschiff wurden in einem frühgotischen Stil zwischen 1250 du 1275 gebaut, die altertümlichen Rundbögen über den Sechspässen aus Plattenmaßwerk kontrastieren zu den Spitzbogenschlüssen der Maßwerkbahnen.
Das Langhaus erhielt seine heutige Gestalt im 16. Jahrhundert im dann modernen Flamboyantstil, nachdem die Kirche 1475 teilweise – wie auch die Siedlung – einem Brand zum Opfer gefallen war.
Die Kirche wurde 1574 von Calvinisten geplündert, die dabei die Einrichtung zerstörten. 1695 wurde sie bei der Belagerung Brüssels durch die Franzosen beschädigt. 1699 bis 1708 wurde die Kapellenkirche wiederhergestellt, wobei das zerstörte Dach des Glockenturms durch den Brüsseler Architekten Antoine Pastorana durch die heutige barocke Konstruktion aus zwei Laternengeschossen ersetzt wurde.

## Pieter Bruegel der Ältere
Pieter Bruegel der Ältere zog 1562 in die Hoogstraat 132 und blieb für den Rest seines Lebens im Marollenviertel. Er heiratete 1563 in der Kapellenkirche Maria Coecke van Aelst. Sie war die Tochter von Pieter Coecke. Pieter Brueghel d. J. und Jan Brueghel d. Ä. sind die leiblichen Söhne der Maria Coecke van Aelst. Gemeinsam mit seiner Ehefrau fand Pieter Bruegel der Ältere ebenfalls in der Kapellenkirche den Platz seiner letzten Ruhe.
Eine weitere bekannte Persönlichkeit, die in der Kapellenkirche bestattet wurde, ist 
der Brüsseler Gildemeister Frans Anneessens, der Anfang des 18. Jahrhunderts einen Aufstand gegen die örtlichen Autoritäten der österreichischen Habsburger anführte und für diese Tat am 19. September 1719 hingerichtet wurde. Heute wird er dafür als Freiheitskämpfer geehrt.
Das einfache Volk wurde hingegen bis 1822 auf einem Friedhof außerhalb der Kirche bestattet, der sich auf dem Gelände des heutigen Kapellemarkt bzw. Place de la Chapelle (gelegentlich auch Kapelleplein genannt) befand.

## Umgebung
Unweit der Kirche befindet sich das Wohnhaus und die Werkstatt von Pieter Bruegel d. Ä. sowie in der Cellebroerstraat 55 die bekannte Künstlerkneipe „het goudblommeke in papier“ (das goldene Papierblümchen), wo Künstler wie Magritte u. ä. regelmäßige Besucher waren.

## Ausstattung

### Bilder

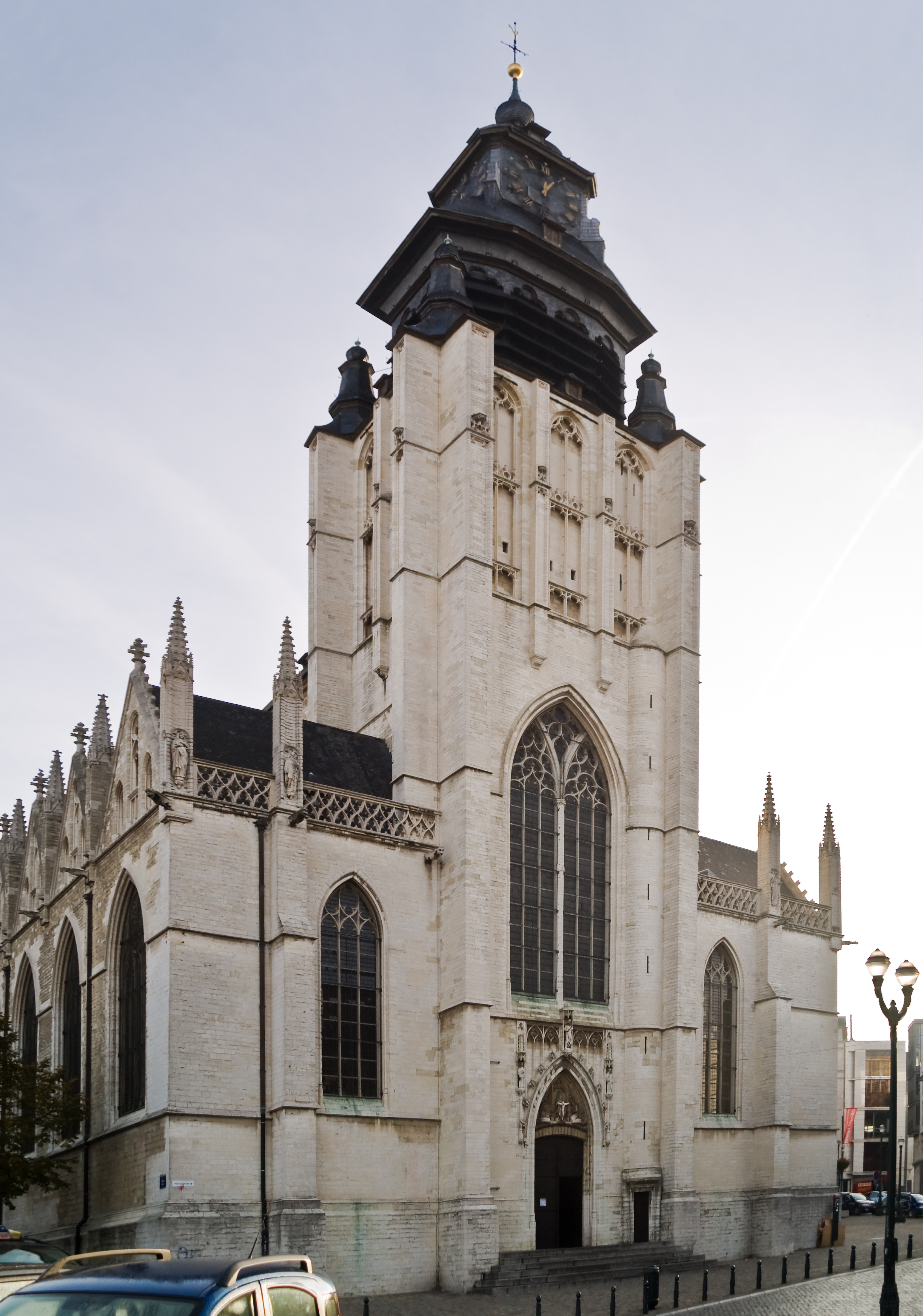
Glockenturm
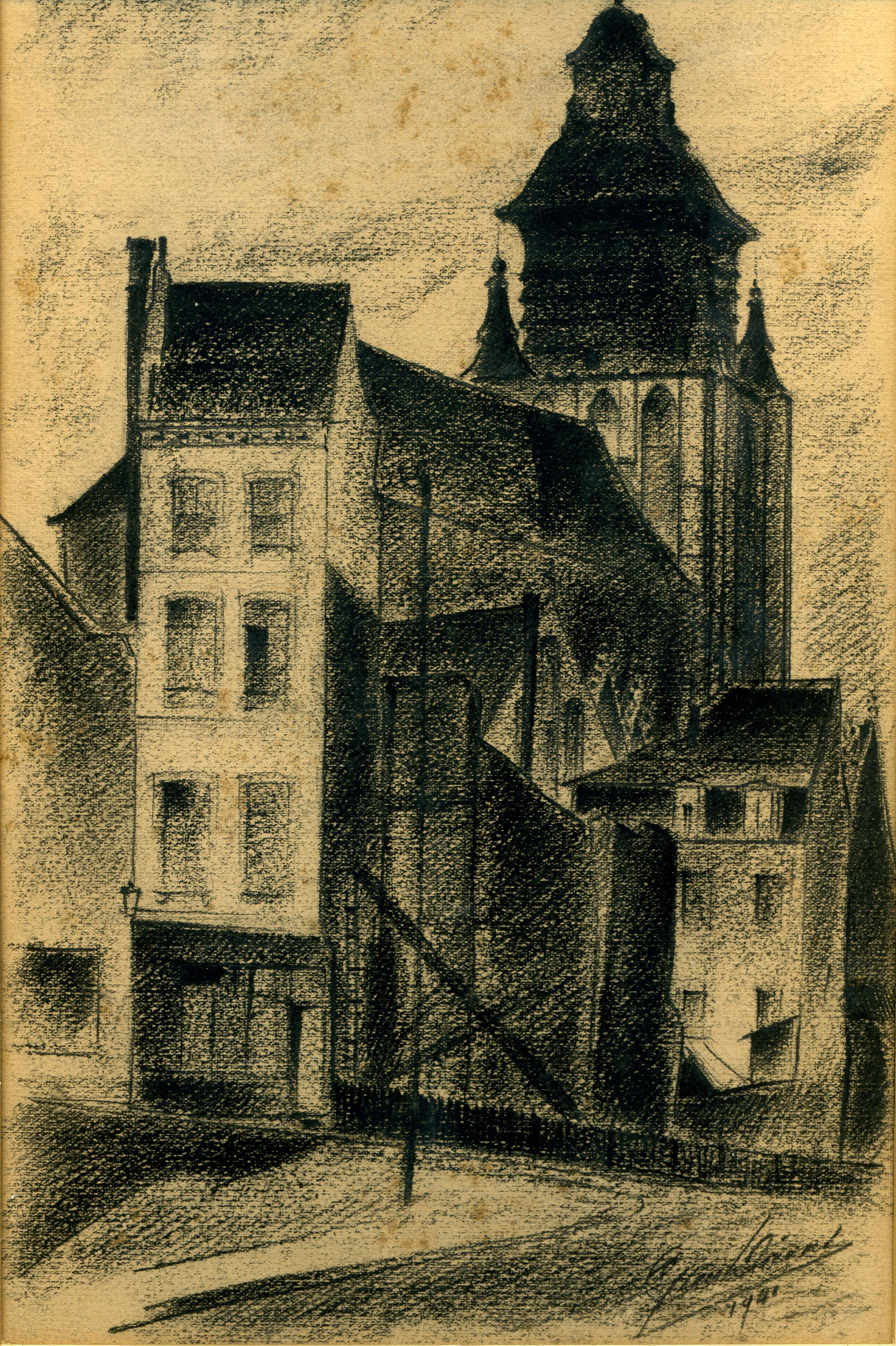
Léon van Dievoet, Kapellenkirche mit Häusern in der Rue des Alexiens (1941)
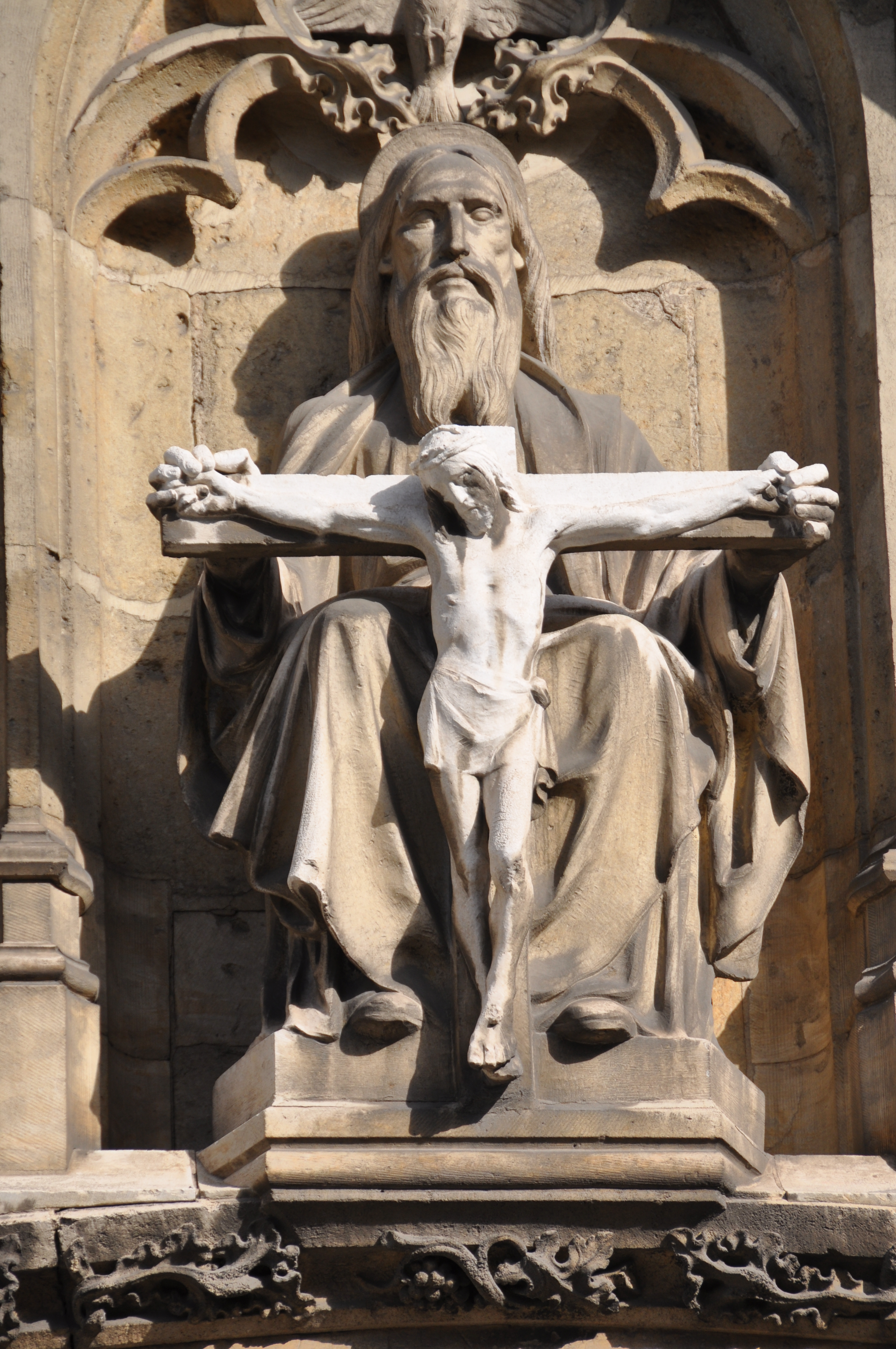
Christusstatue über dem Haupteingang
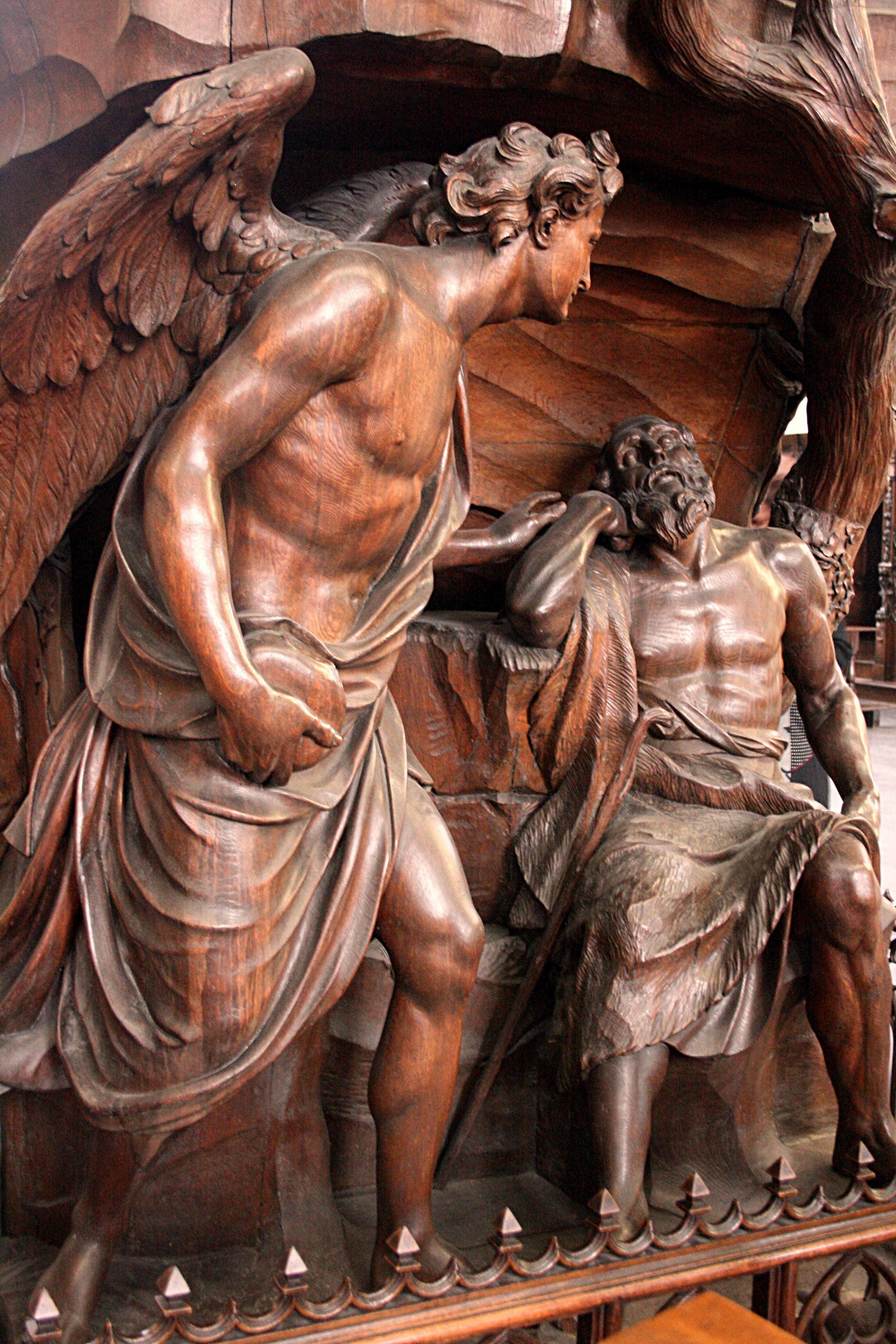
Detail der barocken Kanzel

Umfangreiche Restaurierungsarbeiten wurden in den Jahren 1989 bis 1996 vorgenommen.

### Kunstwerke
- Das Taufbecken aus dem Jahr 1475.
- Die Kanzel aus dem Jahr 1721 ist das Werk von Pierre-Denis Plumier
- Eine Holzstatue der Margareta von Antiochia stammt aus dem 16. Jahrhundert
- Das Grab von Pieter Brueghel befindet sich in einer Kapelle auf der rechten Seite.
- Der Reliquienschrein des heiligen Bonifatius von Brüssel befindet sich in einer Kapelle im nördlichen Seitenschiff.
- Die Familie Spinola hatte in der Kirche ihre Grablege.

### Orgel
Die Orgel wurde 1890 von dem Orgelbauer Schijven erbaut. Das Schleifladen-Instrument hat 22 Register auf zwei Manualen und Pedal. Die Trakturen sind pneumatisch.
| I Grand Orgue C–g3 |                |     |
| 1.                 | Bourdon        | 16′ |
| 2.                 | Montre         | 8′  |
| 3.                 | Gambe          | 8′  |
| 4.                 | Flûte          | 8′  |
| 5.                 | Bourdon        | 8′  |
| 6.                 | Prestant       | 4′  |
| 7.                 | Quinte         | 3′  |
| 8.                 | Fourniture III |     |
| 9.                 | Trompette      | 8′  |
| 10.                | Clairon        | 4′  |

| II Récit expressif C–g3 |                 |    |
| 11.                     | Flûte           | 8′ |
| 12.                     | Salicional      | 8′ |
| 13.                     | Voix Céleste    | 8′ |
| 14.                     | Flûte           | 4′ |
| 15.                     | Doublette       | 2′ |
| 16.                     | Fourniture III  |    |
| 17.                     | Trompette harm. | 8′ |
| 18.                     | Basson-Hautbois | 8′ |
| 19.                     | Voix Humaine    | 8′ |
|                         | Trémolo         |    |

| Pedale C–f1 |              |     |
| 20.         | Soubasse     | 16′ |
| 21.         | Octave basse | 8′  |
| 22.         | Bombarde     | 16′ |

- Koppeln I/I (Suboktavkoppel), II/I, I/P, II/P